# Pedro Acosta (motociclista)
Pedro Acosta Sánchez (Mazarrón, 25 de maio de 2004) é um motociclista espanhol que compete na MotoGP (Moto2), pela equipe Red Bull KTM Ajo.

## Carreira
Participou de vários campeonatos nacionais de motociclismo, vencendo a ProMoto3 em 2017 e competindo na FIM CEV Moto3 no ano seguinte. Em 2019, foi para a Red Bull MotoGP Rookies Cup, onde correu até 2020 (em paralelo com esta última), saindo nas 2 temporadas como vice e campeão.
Em 2021, chegou a ter um acordo com a Prüstel GP para disputar a Moto3, mas optou em correr pela Red Bull KTM Ajo, pilotando uma KTM RC250GP. Sua estreia foi no Grande Prêmio do Catar, chegando em segundo lugar, além de ter obtido 3 vitórias consecutivas. Durante o terceiro treino livre para o GP dos Países Baixos, foi atingido pelo italiano Riccardo Rossi após cair na entrada da reta principal do circuito de Assen, num acidente que envolveu outros 2 pilotos (Ryusei Yamanaka e Stefano Nepa).
No GP do Algarve, Acosta aproveitou uma queda de Dennis Foggia, seu rival na disputa pelo título da Moto3, quando faltavam 3 voltas para o final da prova, sagrando-se o primeiro estreante campeão desde Loris Capirossi em 1990 e também o segundo piloto mais jovem a fazê-lo, aos 17 anos e 166 dias (um dia mais velho que o italiano).
Para a temporada 2022, foi promovido à Moto2 juntamente com o compatriota Augusto Fernández.

## Links
- Perfil no site da MotoGP